# Oloprosencefalia
L'oloprosencefalia (HPE) è una malformazione cerebrale caratterizzata da un difetto di sepimentazione mediana della vescicola prosencefalica.
L'incidenza è stimata da 1:16000 a 1:54000 nati vivi, senza distinzione di sesso.
Il difetto primitivo provoca una cascata di anomalie a carico del sistema nervoso centrale, così da configurare diversi quadri.
Le forme intermedie presentano uno sviluppo incompleto dei lobi cerebrali, oppure lobi normosviluppati con difetti a livello delle strutture mediane come il corpo calloso, il setto pellucido, scissura sagittale, tratti olfattivi e ottici.

Si può associare agenesia dell'ipofisi con conseguente panipopituarismo, ipoglicemia, crisi convulsive, diabete insipido.

La forma completa (alobare) si manifesta come encefalo sferico in toto (olosferico), monoventricolare, con assenza del corpo calloso e del setto pellucido e sinoftalmia mediana.

La ciclopia è presente in 1 embrione su 250. Si può avere decesso nei primi giorni di vita.
Possono presentarsi dismorfismi facciali, come ipo o ipertelorismo e schisi, e ritardo dello sviluppo psicomotorio e tetraplegia spastica.

## Eziologia
Fattori congeniti come infezioni prenatali (complesso TORCH), assunzione di farmaci in gravidanza, diabete mellito materno.
Tra i fattori genetici si osservano trisomie o delezioni dei cromosomi 18 e 13. Il 20% delle oloprosencefalie è ascrivibile a una sindrome monogenica.